# Svallerup Sogn
Svallerup Sogn ist eine Kirchspielsgemeinde (dän.: Sogn) auf der dänischen Insel Seeland.
Bis 1970 gehörte sie zur Harde Ars Herred im damaligen Holbæk Amt, danach zur Gørlev Kommune im Vestsjællands Amt, die wiederum im Zuge der Kommunalreform zum 1. Januar 2007 in der erweiterten Kalundborg Kommune in der Region Sjælland aufgegangen ist.

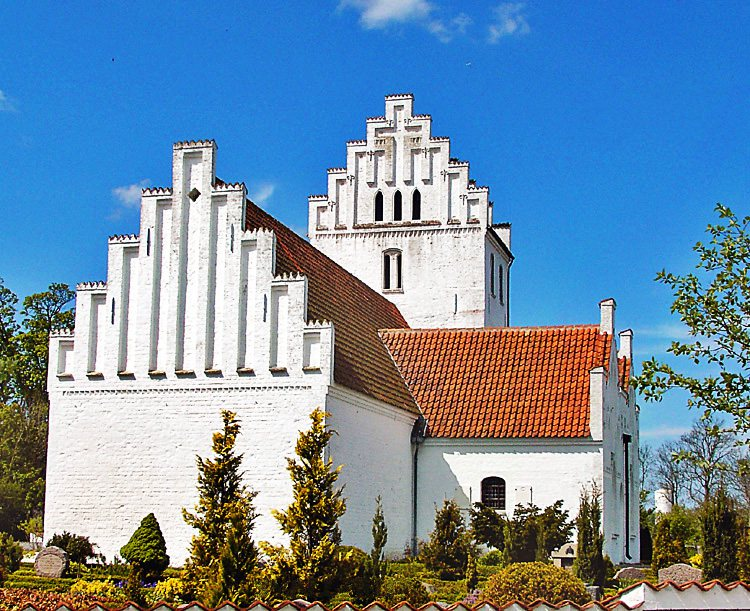
Svallerup kirke

Am 1. Januar 2023 lebten im Kirchspiel 1207 Einwohner, davon 259 im Kirchort Svallerup und 241 in der Ortschaft Bjerge. Die „Svallerup Kirke“ liegt auf dem Gebiet der Gemeinde.
Nachbargemeinden sind im Norden Rørby Sogn, im Nordosten Ubby Sogn, im Osten Store Fuglede Sogn, im Südosten Gørlev Sogn und im Süden Kirke Helsinge Sogn. Im Westen grenzt das Kirchspiel an die Ostsee.